# Heinrich von Bünau

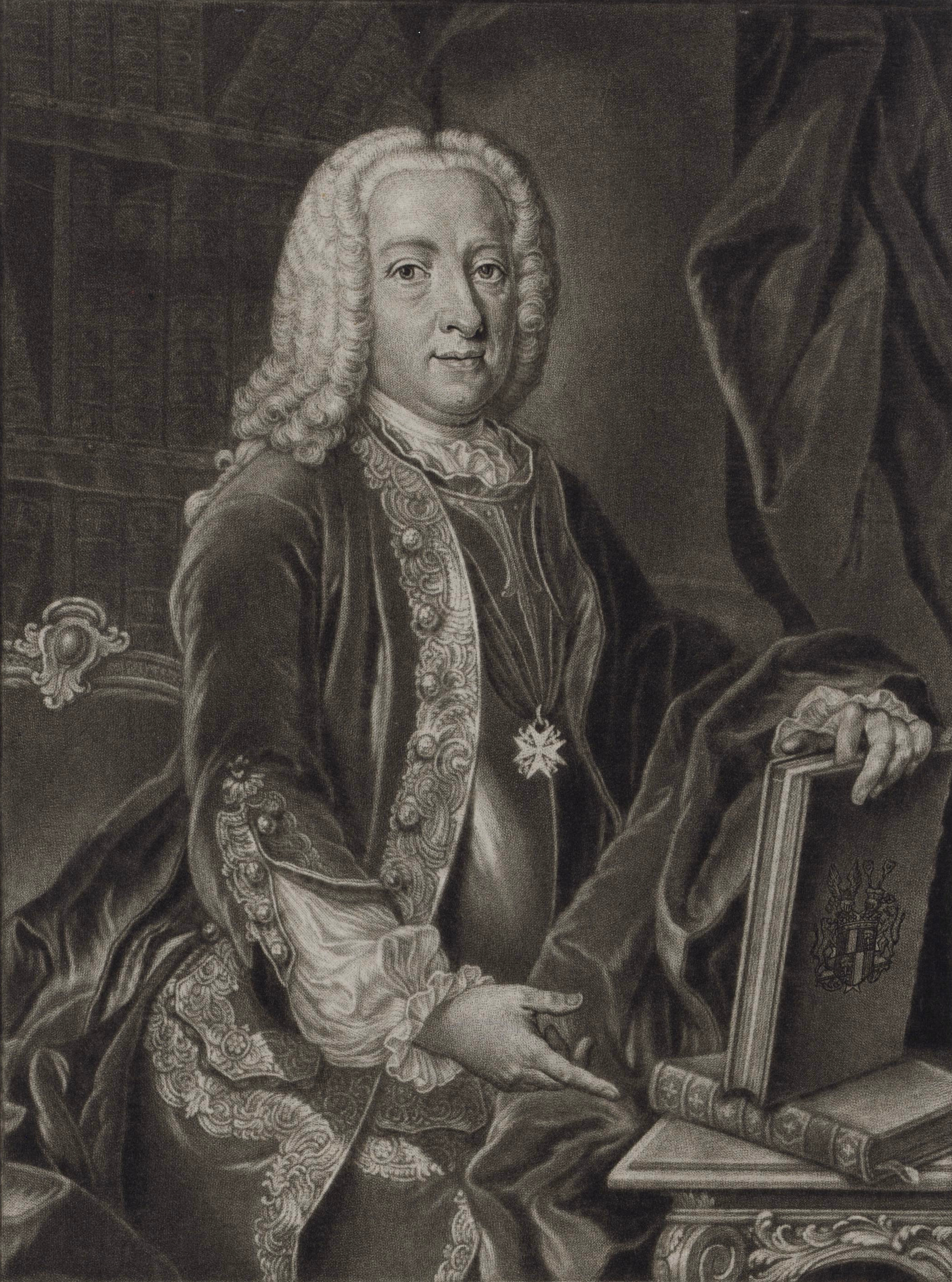
Heinrich von Bünau

Heinrich von Bünau, född 2 juni 1697 i Weißenfels, död 7 april 1762 i Oßmannstedt, var en tysk politiker och historiker.
Han var son till den kursachsiska kanslern Heinrich von Bünau (1665-1745), som blev utnämnd till riksgreve 1742. 
Han ägde slotten Dahlen, Domsen, Nöthnitz, Göllnitz, Oßmannstedt och Groß-Tauschwitz.
I släkten Bünau används bara tre förnamn: Günther, Heinrich och Rudolph, vilket ibland kan leda till förväxlingar.